# Combinatiecijfer
Het combinatiecijfer is een cijfer dat in Nederland in de tweede fase sinds 2009 wordt gebruikt bij het vaststellen of iemand is geslaagd voor zijn examen. In dit cijfer worden de kleinere vakken samengenomen, die een leerling heeft gevolgd.
Een aantal vakken maakt verplicht deel uit van het combinatiecijfer:
- Profielwerkstuk
- Maatschappijleer

Daarnaast kunnen scholen kiezen om de volgende vakken toe te voegen:
- Literatuur
- Godsdienst of Levensbeschouwing
- Klassieke Culturele Vorming of Culturele en Kunstzinnige Vorming
- Algemene natuurwetenschappen

Het combinatiecijfer wordt bepaald door het gemiddelde te nemen van de op hele cijfers afgeronde cijfers voor de onderdelen, en dat gemiddelde weer op helen af te ronden. Hierop is veel kritiek, omdat het nu zo kan zijn dat een leerling die voor een meerderheid van zijn vakken die samen het combinatiecijfer uitmaken een hoger cijfer heeft dan een andere leerling, maar dat die laatste leerling door de beschreven manier van afronden & bepalen van het combinatiecijfer uiteindelijk toch een hoger eindcijfer krijgt.